# Pierre Ringuet
 (octobre 2023).
Pierre Ringuet est un batteur canadien. Il a joué sur le deuxième album studio de Diane Dufresne, À part de d'ça, j'me sens ben - Opéra-cirque en 1973 , il se partageait cet instrument avec Chris Castle selon des chansons. Puis il a aussi joué sur cinq chansons de l'album Traversion du groupe québécois Offenbach en 1978, sur lequel il se partageait a nouveau la batterie avec Pierre Lavoie. Et il fut bientôt remplacé officiellement par Bob Harrisson quelque temps après les sessions d'enregistrement dudit album. Il a aussi précédemment joué avec Pauline Julien.

## Discographie
- 1973 : À part de d'ça, j'me sens ben - Opéra-cirque de Diane Dufresne
- 1978 : Traversion de Offenbach